# 比什利亞克
51°33′38″N 25°56′13″E / 51.56056°N 25.93694°E
比什利亞克（烏克蘭語：Бишляк），是烏克蘭西北部的村莊，隸屬里夫內州的瓦拉什區。該村始建於1612年，面積12平方公里，海拔高度159米，2001年人口701，人口密度每平方公里58.5人。